# Grand Prix des Foires d'Orval
Le Grand Prix des Foires d'Orval est une course cycliste française disputée à Saint-Amand-Montrond, dans le département du Cher (Centre-Val de Loire). Elle est habituellement organisée au mois d'octobre par l'AS Culan Cyclisme, dans le cadre des foires communales.
Cette épreuve fait partie du calendrier national de la Fédération française de cyclisme depuis 2016. Elle figure par ailleurs au programme du Challenge du Boischaut-Marche.

## Parcours
Le Grand Prix effectue plusieurs tours d'une boucle sur un circuit urbain roulant. En 2021, le circuit, long de 1,6 kilomètres, est à parcourir 56 fois, pour une distance totale de 96 kilomètres. 

## Palmarès
| Année | Vainqueur                | Deuxième              | Troisième               |
| ----- | ------------------------ | --------------------- | ----------------------- |
| 1946  | Roger Ricou              | Raymond Bidault       | René Souillat           |
| 1947  | pas de course            | pas de course         | pas de course           |
| 1948  | Marcel Dussault          | Georges Meunier       | René Souillat           |
| 1949  | Yves Pieracci            | Roger Walkowiak       | Julien Conan            |
| 1950  | André Danguillaume       | Jean-Marie Cieleska   | Auguste Tessier         |
| 1951  | Jean-Louis Vervialle     | René Souillat         | André Danguillaume      |
| 1952  | René Souillat            | Louis Aubrun          | Guy Lintilhac           |
| 1953  | Daniel Gabin             | Henri Cieleska        | Claude Ribaud           |
| 1954  | Jean Danguillaume        | Jean-Louis Vervialle  | Henri Cieleska          |
| 1955  | Marcel Rohrbach          | Pierre Ruby           | Joseph Amigo            |
| 1956  | Louis Kosec              | Henri Cieleska        | Maurice Gandolfo        |
| 1957  | Georges Avignon          |                       |                         |
| 1958  | Simon Recchi             | L. Voittier           | Michel Lépine           |
| 1959  | Georges Avignon          | Raymond Poulidor      | André Coupé             |
| 1960  | Aristide Tarri           | Stéphane Klimek       | Antège Godelle          |
| 1961  | Bernard Beaufrère        | Claude Gabard         | Henri Cieleska          |
| 1962  | Claude Gabard            | Henri Cieleska        | Pierre Tymen            |
| 1963  | Michel Dejouhannet       | Maurice Bertrand      | Claude Gabard           |
| 1964  | Pierre Tymen             | Henri Cieleska        | André Dagouret          |
| 1965  | Michel Dejouhannet       | Claude Gabard         | Pierre Tymen            |
| 1966  | Paul Gutty               | Cyrille Guimard       | Jean-Claude Le Hec      |
| 1967  | Bernard Champion         | Roland Berland        | Jean-Claude Le Hec      |
| 1968  | François Coquery         | Robert Jankowski      | Mariano Martinez        |
| 1969  | Jean-Pierre Puccianti    | Mariano Martinez      | Gilbert Giraudon        |
| 1970  | Alain Bernard            | Jacky Grandsir        | Jacques Botherel        |
| 1971  | Jean-Claude Misac        | Yves Vignolles        | Jean-Louis Danguillaume |
| 1972  | Jean-Claude Misac        |                       |                         |
| 1973  | Rachel Dard (en)         | Robert Jankowski      | Jean-Claude Giraudon    |
| 1974  | Jean-Claude Daunat       | Daniel Leveau         | Jean Chassang           |
| 1975  | Yves Vignolles           | Roger Pelletier       | Francis Duteil          |
| 1976  | Daniel Leveau            | Michel Grain          | François Leveau         |
| 1977  | Daniel Leveau            | Francis Duteil        | Gilbert Giraudon        |
| 1978  | Daniel Leveau            | Francis Duteil        | Bernard Riaute          |
| 1979  | Gérard Aviègne           | Jean-Pierre Paranteau | Michel Larpe            |
| 1980  | Yves Beau                | Yves Daniel           | Pascal Larpe            |
| 1981  | Didier Boutonnet         | Dominique Landreau    | Daniel Leveau           |
| 1982  | Ryszard Szurkowski       | Zbigniew Krasniak     | Daniel Leveau           |
| 1983  | Piers Hewitt             | Yves Beau             | Claude Carlin           |
| 1984  | Roman Cieślak            | Pascal Maniez         | Patrice Esnault         |
| 1985  | Pascal Maniez            | Thierry Sigonnaud     | Claude Carlin           |
| 1986  | Mariano Martinez         | Éric Fouix            | Franck Alaphilippe      |
| 1987  | Patrick Bruet            | Jean-Pierre Godard    | Daniel Leveau           |
| 1988  | Andrzej Pozak            | Bernard Jousselin     | Joël Milon              |
| 1989  | Patrice Bois             | Jean-Luc Vernisse     | Nicolas Dubois          |
| 1990  | Bernard Jousselin        | Marek Świniarski      | Michel Commergnat       |
| 1991  | Bruno Huger              | Éric Fouix            | Gilles Bernard          |
| 1992  | Claude Lamour            | David Danjoux         | Franck Alaphilippe      |
| 1993  | Hervé Boussard           | Christophe Achère     | Jean-Pierre Duracka     |
| 1994  | Bernard Jousselin        | François Urien        | Éric Larue              |
| 1995  | Jérôme Gourgousse        | Éric Beaune           | Jérôme Gannat           |
| 1996  | Olivier Ouvrard          | Dominique David       | Jérôme Gannat           |
| 1997  | Arnaud Chauveau          | Frédéric Finot        | Stéphane Auroux         |
| 1998  | Piotr Przydział          | Sylvain Chavanel      | Florent Cabirol         |
| 1999  | Denis Moretti            | Stéphane Foucher      | Yann Pivois             |
| 2000  | Alain Saillour           | Stéphane Auroux       | Stéphane Foucher        |
| 2001  | Arnaud Chauveau          | Samuel Bonnet         | Gérard Aviègne          |
| 2002  | Christophe Gauthier      | Marc Staelen          | Alain Saillour          |
| 2003  | Renaud Dion              | Nikolas Cotret        | Denis Moretti           |
| 2004  | Christophe Serisier      | Benoît Luminet        | Cédric Fontbonnat       |
| 2005  | Paweł Cieślik            | Maxim Gourov          | Nikolas Cotret          |
| 2006  | Denis Moretti            | Rein Taaramäe         | Jérémie Dérangère       |
| 2007  | Yannick Marié            | Nicolas Maire         | Rudy Lesschaeve         |
| 2008  | Sébastien Boire          | Jérôme Mainard        | David Dupont            |
| 2009  | Jean-Luc Masdupuy        | Sébastien Boire       | Cénéric Racault         |
| 2010  | Blaise Sonnery           | Yannick Martinez      | Benoît Luminet          |
| 2011  | Benoît Luminet           | Frédéric Talpin       | Romain Fondard          |
| 2012  | Kévin Pigaglio           | Mickaël Guichard      | Quentin Bernier         |
| 2013, | Jérôme Mainard           | Thomas Girard         | Antoine Gaudillat       |
| 2014  | Jérôme Mainard           | Mickaël Guichard      | Alexis Dulin            |
| 2015  | Sébastien Fournet-Fayard | Mickaël Larpe         | Cénéric Racault         |
| 2016  | Pierre Bonnet            | Samuel Plouhinec      | Florian Dufour          |
| 2017  | Baptiste Constantin      | Aurélien Lionnet      | Julien Préau            |
| 2018  | Baptiste Constantin      | Jaakko Hänninen       | Maxime Roger            |
| 2019  | Loïc Forestier           | Maxime Roger          | Baptiste Constantin     |
| 2020  | Siim Kiskonen            | Thomas Chassagne      | Tao Quéméré             |
| 2021  | Gaëtan Pol               | Loïc Forestier        | Thomas Chassagne        |
| 2022  | Yannick Martinez         | Sten Van Gucht        | Ronan Racault           |